# Sławoj
Sławoj – imię męskie, nienotowane w dawnych dokumentach i stanowiące najprawdopodobniej XIX-wieczny neologizm stworzony na wzór dwuczłonowych imion słowiańskich. Istniało natomiast staropolskie imię złożone z tych samych dwóch członów w zmienionej kolejności: Wojsław.
W styczniu 2024 w rejestrze PESEL, wśród publicznie dostępnych danych, wykazano 129 mężczyzn o imieniu Sławoj nadanym jako imię pierwsze oraz 117 mężczyzn noszących imię Sławoj jako imię drugie. Dla porównania, najczęściej nadane jako męskie imię pierwsze – Piotr, nosi 689313 osób.
Sławoj obchodzi imieniny 17 maja.

## Mężczyźni o imieniu Sławoj
- Felicjan Sławoj Składkowski – generał WP, legionista, lekarz, premier Rzeczypospolitej Polskiej
- Sławoj Leszek Głódź – kapelan Wojska Polskiego, arcybiskup
- Slavoj Žižek – słoweński socjolog, filozof, marksista, psychoanalityk i krytyk kultury.